# Malga San Giorgio
Malga San Giorgio (correntemente detta San Giorgio) è una località e stazione sciistica del comune di Bosco Chiesanuova della provincia di Verona, situato in alta Val di Squaranto al confine tra l'altopiano della Lessinia il massiccio montuoso del Carega.

## Geografia fisica

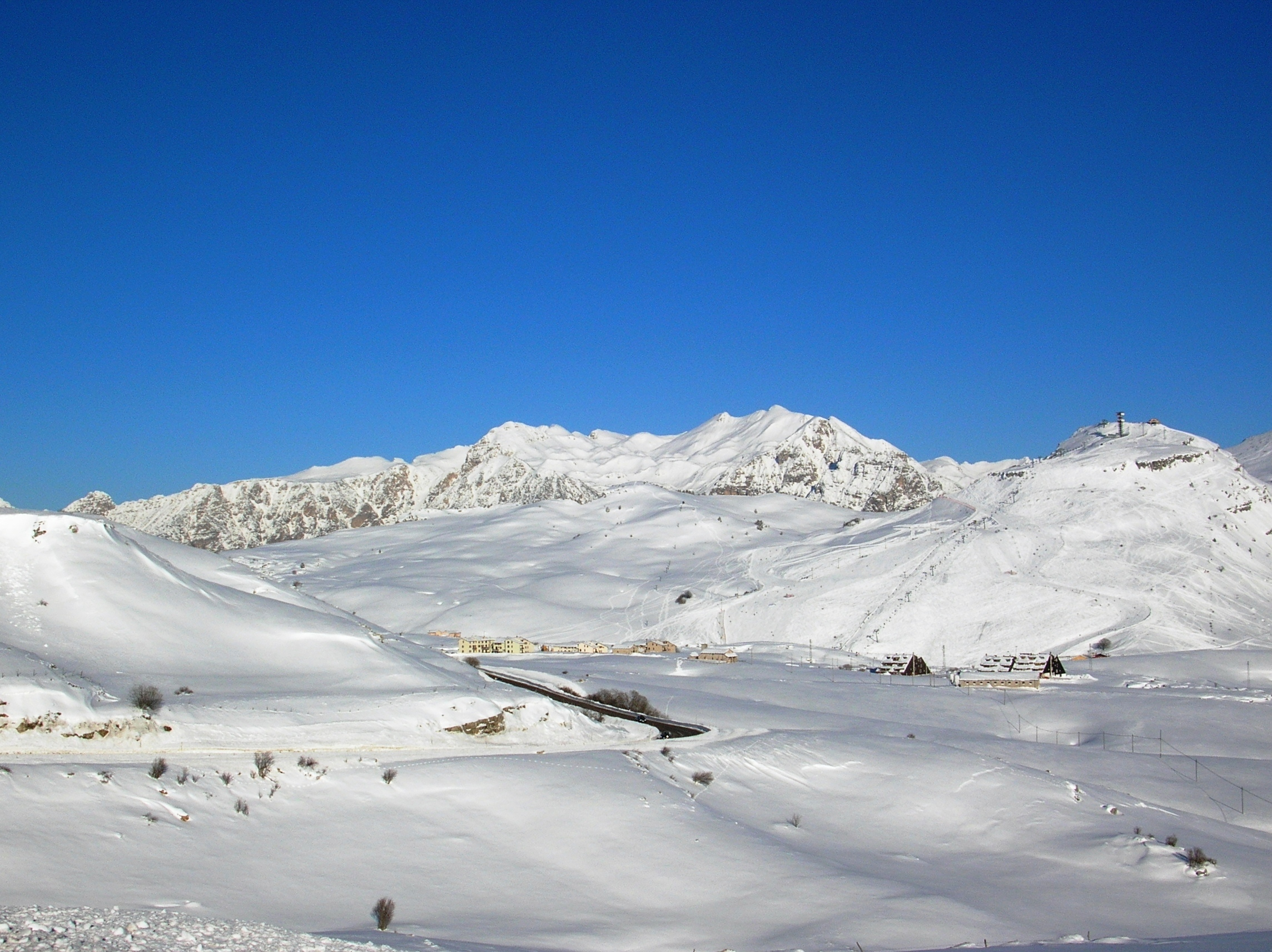
Fotografia impianti di sci alpino a San Giorgio

Malga San Giorgio si colloca all'estremità nordest del territorio comunale, presso la fine della Val di Squaranto. È circondata da alcuni massicci compresi nei Monti Lessini: a nordest la dorsale Castel Gaibana-Sparavieri (con, in particolare, la cima Trappola, 1.819 m) la separa dalla valle di Rivolto (alta Val d'Illasi) mentre, più a nord, si innalza il gruppo del Carega; a ovest si erge la sagoma collinare del monte Tomba (1766 m).

## Impianti sciistici
A San Giorgio è presente il centro fondo Altalessinia. Infatti da questa località parte una pista da fondo che entra nel comprensorio della Translessinia, ma sono anche presenti molte zone in cui praticare liberamente l'attività di slittino. 
Inoltre la montagna si può affrontare con le ciaspole ai piedi. Vengono organizzati eventi ed escursioni guidate, ma si può anche liberamente andare nei rifugi di alta quota con le ciaspole ai piedi.